# Attera Totus Sanctus
Attera Totus Sanctus è il quarto album in studio del gruppo musicale black metal svedese Dark Funeral, pubblicato nel 2005 dalla Regain Records.

## Edizioni
La versione giapponese del disco contiene l'aggiunta di due tracce bonus: Atrum Regina (instrumental) e Open the Gates (2005 version).
Viene rimasterizzato e ripubblicato nel 2010 dalla Regain Records; l'edizione era limitata a 3000 copie.
Nel 2011 viene nuovamente ristampato, ma su vinile, dalla Back on Black.
E, nel 2013, in entrambi i formati dalla Century Media; con ulteriori tracce bonus registrate dal vivo, oltre a quelle dell'edizione uscita in Giappone.

## Tracce
1. King Antichrist – 4:39
2. 666 Voices Inside – 4:38
3. Attera Totus Sanctus – 5:37
4. Godhate – 5:06
5. Atrum Regina – 5:33
6. Angel Flesh Impaled – 5:53
7. Feed on the Mortals – 5:41
8. Final Ritual – 5:44

## Formazione
- Emperor Magus Caligula - voce
- Lord Ahriman - chitarra
- Chaq Mol - chitarra
- Matte Modin - batteria
- Gustaf Hielm - basso elettrico (ospite)